# Glyptogona sextuberculata
Glyptogona sextuberculata là một loài nhện trong họ Araneidae.
Loài này thuộc chi Glyptogona. Glyptogona sextuberculata được Eugen von Keyserling miêu tả năm 1863.